# 沖で待つ
『沖で待つ』（おきでまつ）は、絲山秋子の短編小説。第134回芥川賞受賞作。本作を表題作とした単行本が文藝春秋から刊行されている（ISBN 4-16-324850-1）。

## 単行本所収作一覧

### 勤労感謝の日
初出：「文學界」2004年5月号。
失業した恭子は三十代半ばの独身で、母との二人暮らし。命の恩人の長谷川さんが勧める見合いに、義理を感じて応じてはみるものの、来たのはやはり鼻持ちならない男。途中で我慢できず退席してしまう。

### 沖で待つ
初出：「文學界」2005年9月号。
同じ福岡支社に配属された同期の太っちゃんと私は、恋愛関係ではないが分かり合える間柄。二人はどちらかが死んだら、お互いのHDDを壊して人に知られたくない秘密を守るという約束をする。私の方が先に死ぬと思っていたのに、ある日太っちゃんは不慮の事故で命を落としてしまう。

## 文庫版
『みなみのしまのぶんたろう』が追加収録された。